# Florianópolis (tiểu vùng)
Florianópolis là một tiểu vùng thuộc bang Santa Catarina, Brasil. Tiều vùng này có diện tích 2489 km², dân số năm 2007 là 694240 người.